# Outpost Firewall
Outpost Firewall — персональный файрвол, выпускавшийся для защиты компьютера от хакерских атак российской компанией Agnitum до 2015 года. Также Outpost имел блокировку загрузки рекламы и активного содержимого веб-страниц.
В декабре 2015 года Яндекс приобрёл технологии компании Agnitum. Сама компания прекратила свою деятельность и продажу Outpost Firewall. Пользователям с истекающей в 2017 году лицензией предложили поменять её на одногодичную лицензию Kaspersky Internet Security на 3 компьютера, и двухлетнюю лицензию на 3 компьютера для владельцев пожизненной лицензии Outpost Firewall.

## Варианты программы
Outpost Firewall — выпускался в двух вариантах: Outpost Firewall Pro (лицензия Shareware) и Outpost Firewall Free (лицензия Freeware). Бесплатная последний раз обновилась в апреле 2011 года, имеет урезанный набор функций по сравнению с версией Pro; кроме того, компания Agnitum не осуществляет техническую поддержку этой версии.

## Возможности программы
- Фильтрация входящих и исходящих сетевых соединений
- Глобальные правила для протоколов и портов
- Создания правил сетевого доступа для известных приложений на основе предустановок
- Создания правил сетевого доступа и настройка параметров проактивной защиты для приложений в режиме автообучения
- Политики блокировки задают реакцию Outpost на соединение, отсутствующее в правилах — автоматически отклонить его, разрешить или выдать запрос на создание правила, кроме того, блокировка / разрешение всех соединений
- Контроль компонентов, контроль скрытых процессов и контроль памяти процессов позволяют устанавливать ограничения на сетевую активность для отдельных приложений и процессов, определяя, какие именно — входящие или исходящие — соединения разрешены для конкретных приложений
- Визуальное оповещение о событиях (например, о блокировании соединения, попытке сетевой атаки) с помощью всплывающих окон
- Наглядное отображение сетевой активности
- Журнал действий программы
- Внутренняя защита (например, от попыток остановить сервис) и возможность задать пароль на изменение конфигурации
- Технология SmartDecision, осуществляющая статический анализ запускаемых файлов, на основе множества критериев оценивает потенциальную угрозу и выводит подсказку пользователю о дальнейших действиях
- ImproveNet — «облачный» сервис, собирающий информацию о локальном взаимодействии приложений на компьютере. Эти новые правила автоматически обновляются у подписчиков ImproveNet и используются для различения вредоносной и безопасной активности
- SmartScan (кэширование статуса проверки) — технология, повышающая скорость проверки компьютера на наличие вредоносных объектов путём создания специальной базы, в которой хранится информация о уже проверенных «чистых» файлах, которые исключаются из проверки.
- Чтобы сократить количество запросов режима обучения, выдаваемых в течение первого времени работы Outpost Firewall Pro, можно назначить продукту запоминать (самостоятельно изучать) типичную деятельность системы путём автообучения. В этом режиме Outpost Firewall Pro предполагает, что деятельность программ с рейтингом «хорошее» и «доверенное» является законной, и, соответственно, разрешает доступ к сети и взаимодействие между процессами для таких программ. В то время, когда такие программы устанавливают соединение с Интернет и взаимодействуют с другими программами, Outpost Firewall Pro запоминает их параметры и создает разрешающие правила для всех запрошенных соединений.

## Компоненты Outpost Firewall
В состав дистрибутива Outpost Firewall Pro входят следующие модули:
- Web-контроль — позволяет блокировать интернет-рекламу по ключевым словам и типичным размерам рекламных баннеров. Возможен контроль над следующими элементами: ActiveX, приложения Java, программы на основе сценариев Java и Visual Basic, cookies, всплывающие окна, сценарии ActiveX, внешние интерактивные элементы, referrers, скрытые фреймы, GIF- и flash-анимации. Списки опасных сайтов обновляются в рамках программы ImproveNet.
- Детектор атак — обнаруживает и блокирует попытки сетевых атак
- Фильтрация почтовых вложений — обнаруживает и переименовывает потенциально опасные вложения в электронной почте
- Anti-Leak — не допускает действий опасных программ и полностью защищает от троянцев, шпионского ПО и других угроз, используя технологии Контроля компонентов (Component Control), Контроля Anti-Leak (Anti-Leak Control) и Защиты системы (System Guard). Anti-Leak обеспечивает первую линию обороны от вредоносного ПО, проактивно контролируя поведение и взаимодействие приложений на персональном компьютере.

## Награды
- Outpost Firewall Pro был признан лучшим продуктом 2008 года в категории персональный брандмауэр по версии журнала Мир ПК[3]
- В 2010 году в тесте Proactive Security Challenge Outpost Security Suite Free занял третье место с результатом 97 % и оценкой «Excellent»[4].